# Domèvre-sur-Durbion
Domèvre-sur-Durbion – miejscowość i gmina we Francji, w regionie Grand Est, w departamencie Wogezy.
Według danych na rok 1990 gminę zamieszkiwało 280 osób, a gęstość zaludnienia wynosiła 22 osób/km² (wśród 2335 gmin Lotaryngii Domèvre-sur-Durbion plasuje się na 769. miejscu pod względem liczby ludności, natomiast pod względem powierzchni na miejscu 437.).